# Scăieni
Scăieni è un comune della Moldavia situato nel distretto di Dondușeni di 2.037 abitanti al censimento del 2004